# Récoltant-manipulant

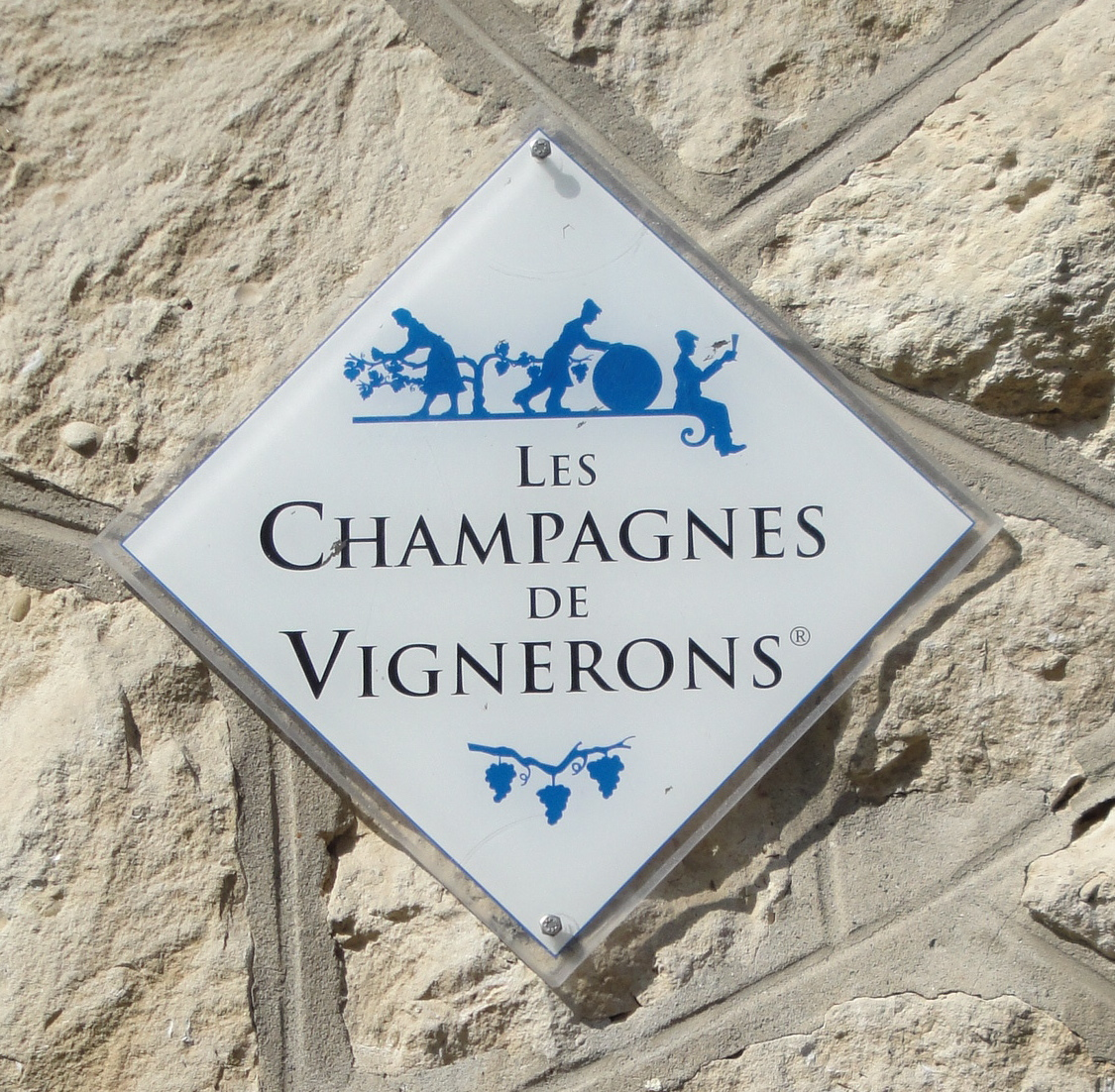
Bord van een route langs kleine champagneproducenten.

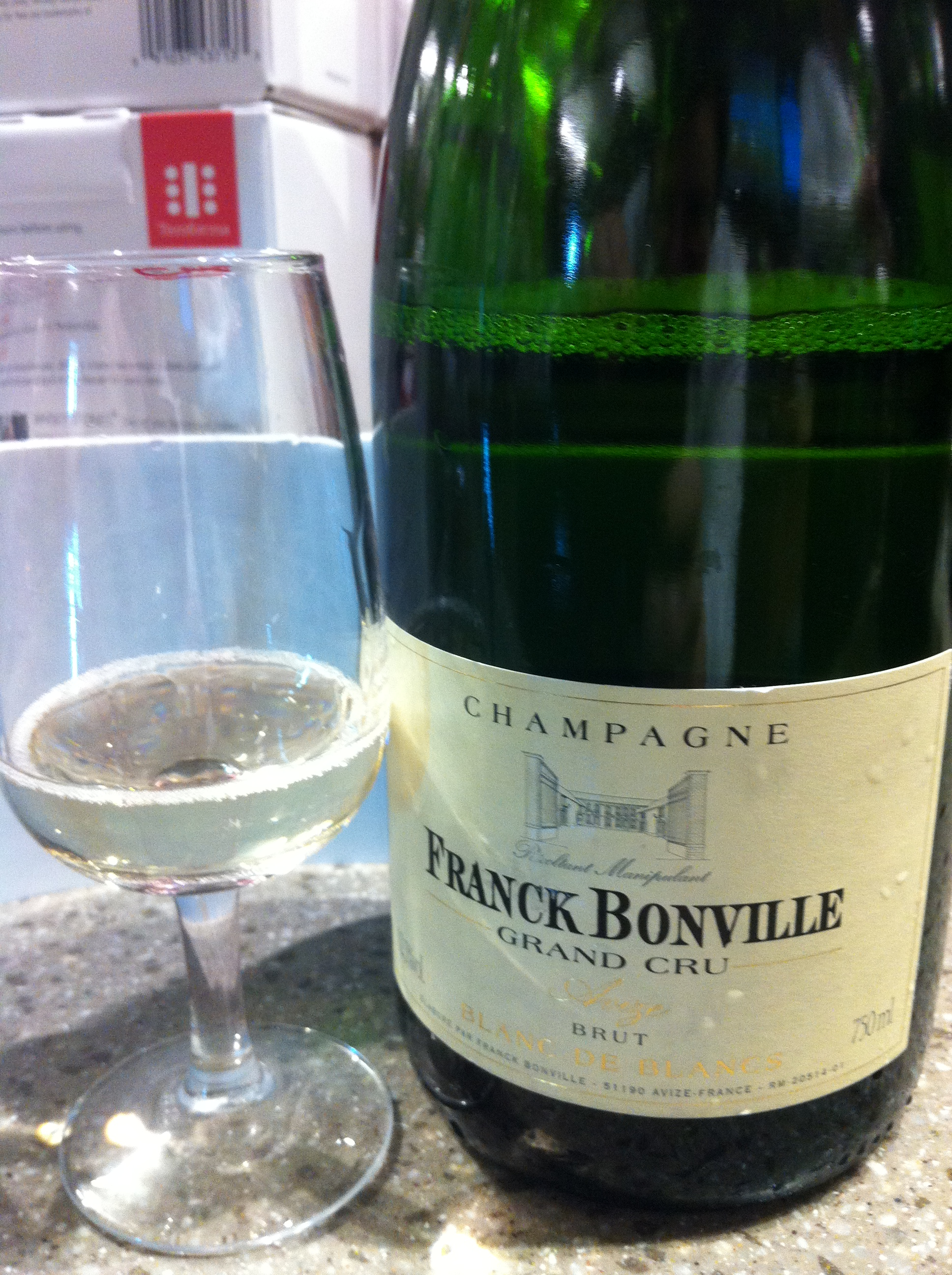
Champagne Franck Bonville is een nécociant-manipulant in de grand cru-gemeente Avize.

Een récoltant-manipulant is in de Champagne een wijnboer die de door hem verbouwde druiven tot most en daarna tot wijn en champagne heeft verwerkt. Een dergelijke récoltant-manipulant mag zijn oogst aanvullen door 5% van het totaal te kopen van andere wijnbouwers of handelaren. Hij maakt daarvan eigen champagne en verkoopt die zelf. 
De afkorting RM staat altijd op de etiketten van de récoltant-manipulant. Daarachter staat zijn door het Comité Interprofessionnel du Vin de Champagne toegekende identificatienummer, de immatriculation professionnelle en zijn naam en adres.

## De productie
Terwijl champagnehuizen zoals Mumm druiven uit wel 80 verschillende wijngaarden in tal van gemeenten verwerken en de wijn die zij daarvan maken aanvullen met wijn van eerdere jaren uit hun reserve kan een kleine onafhankelijke récoltant-manipulant niet terugvallen op die mogelijkheid om de grillen van het weer en de natuur te compenseren. In mindere wijnjaren kan een groot champagnehuis toch de verwachte kwaliteit en stijl leveren.
Vooral voor de eigenaren van de wijngaarden die in de in de Échelle des crus als grand cru ingeschaalde wijngaarden, en dat zijn onafhankelijk van de ligging of de bodem alle wijngaarden binnen de grenzen van een grand cru-gemeente, is het
aantrekkelijk om zèlf champagne van de druiven te maken en deze niet aan de grote huizen te verkopen waar ze gevinificeerd worden tot een van de vele in de assemblage gebruikte wijnen.
De champagnes van de récoltant-manipulant worden soms als "ambachtelijke champagne" (Frans: "champagne artisanal")beschreven. Toch zijn de technieken in de grote kelders en bij deze kleine fabrikanten in principe gelijk. Alleen de schaal is anders. De grote huizen bezitten reusachtige kelders in de krijtrotsen onder Reims en Épernay. Daarin kan de wijn jarenlang op gist rijpen. De champagne moet na de prise de mousse ten minste anderhalf jaar rijpen maar topmerken bewaren de flessen nog veel langer in de kelder. Dat betekent dat een huis dat 500 000 flessen per jaar verkoopt een veelvoud daarvan in de kelders heeft liggen. Daar komen dan de in vaten en in roestvrijstalen tanks bewaarde wijnen van de reserve bij. Het aanhouden van zo'n voorraad is uiterst kostbaar. De récoltant-manipulant kan zich dat niet veroorloven en hij verkoopt zijn champagnes dan ook vaak vrij jong. Een champagne is dan fris, maar heeft nog niet de fijne mousse ( de belletjes koolzuur), robe (de krans van belletjes langs de rand van het glas) en ook het karakter en de subtiele smaakaccenten zoals brioche, amandelen of brood zullen nog ontbreken. Het potentieel om nog te rijpen is na de degorgement kleiner dan wanneer de fles zonder de definitieve kurk en dosage in de kelders zou zijn blijven liggen.
De champagnes van de récoltants-manipulant kregen vaak een grotere dosage suiker dan de champagnes van de grote huizen die de moeilijke kunst van het maken van een brut en zelfs een zeer droge en ongezoete brut nature beheersen. Dergelijke cuvées en ook goede millésimées kunnen de récoltants-manipulant niet, of alleen in de beste wijnjaren, maken.

## Economische randvoorwaarden
De récoltant-manipulant legt de nadruk op de terroir, de invloed die de bodem en ligging van de wijngaard op de champagne hebben. Vaak, maar zeker niet altijd, komen alle druiven van een récoltant-manipulant uit één wijngaard. Dat noemt men een mono-cru. In de Champagne waren in 2014 ongeveer 19,000 onafhankelijke wijnboeren. Zij bebouwen samen 88% van het areaal. 14000 van hen leveren aan grote champagnehuizen of ze zijn lid van coöperaties die champagne maken. Ongeveer 5000wijnboeren zijn récoltants-manipulant. De grote huizen bezitten op hun beurt ongeveer 12% van de wijngaarden. Dat dekt bij lange na niet hun behoefte aan druiven en zij hebben wijnboeren onder contract. Deze contracten binden sommige families van wijnboeren al generaties lang aan één bepaald huis.
De regels van de Appellation d'origine contrôlée (AOC) champagne beperken het planten van nieuwe wijnstokken om de prijs in de hand te houden. Het aanplanten in gemeenten zonder cru is daarom nauwelijks lonend. Dat heeft tot gevolg dat de boeren die grond in een van de grand cru-gemeenten weten te beplanten gestimuleerd worden om de kostbare druiven van hun wijngaarden niet te verkopen, maar zèlf een grand cru-champagne op de markt te brengen. Zij kunnen dat zelf doen maar ook als vennoot in een Société de Récoltants (SR) van boeren die samen champagne maken, als een zogenaamde récoltant-coopérateur (RC) die het wijnmaken uitbesteed of als coopérative-manipulant (CM) die zijn druiven aan de coöperatie levert. Daar wordt een etiket met een merknaam zoals Champagne Nicolas Feuillatte op de fles geplakt.
Een récoltant-manipulant of négociant-manipulant (NM) wordt niet tot de champagnehuizen gerekend. De 75 champagnehuizen zijn allemaal lid van de Union des Maisons de Champagne die hoge eisen aan de leden stelt. Daaraan kan niet iedere négociant-manipulant of récoltant-manipulant voldoen.
De populariteit van de champagnes van de récoltant-manipulant is een recent fenomeen. De grote huizen hebben de markt altijd gedomineerd en zij kunnen kostbare reclamecampagnes voeren om hun naam en hun merken bekend te maken. Toch waren er in 2003 meer dan 3700 récoltants-manipulant actief waarvan 130 hun champagne ook in de Verenigde Staten, een grote markt, distribueerden. Samen zijn zij goed voor 3% (ongeveer 120 miljoen euro) van de champagnemarkt waar 4 miljard euro per jaar omgaat. Hun marktaandeel stijgt.